# Aperto de mão
Pour les articles homonymes, voir mao.
L'aperto de mão ("poignée de main", en portugais) est un mouvement stratégique de capoeira qui s'utilise pour arrêter le jeu entre deux partenaires. Elle consiste, comme son nom l'indique, à se serrer la main.
Quand on tend la main à l'adversaire, il est conseillé de garder le visage protégé avec l'autre main, car certains profitent de cette occasion pour attaquer en traître. Tirer l'autre vers soi et donner une cabeçada, une cotovelada… sont des choses qui peuvent arriver si on pense que le jeu est déjà terminé.